# 川嵜鋼平
川嵜 鋼平（かわさき こうへい、1981年 - ）は、日本のクリエイティブディレクター。

## 人物・来歴
IAMAS卒業後、イメージソース、ビーコンコミュニケーションズ、ジェイ・ウォルター・トンプソン・ジャパンを経て、2017年5月に株式会社LIFULL入社。同社執行役員CCO（チーフクリエイティブオフィサー）として、ブランド戦略、ブランドデザイン、プロダクトデザイン、コミュニケーションデザイン、マーケティング、広報PR、研究開発、新規事業など、グループ全体のクリエイティブを統括。またクリエイティブ組織の戦略策定・育成・採用など、組織づくりも担う。
株式会社LIFULLは、ブランディングの取り組みを評価する「Japan Branding Awards 2021」において最高賞となる「Best of the Best」を受賞。
Cannes Lions金賞、Clio金賞、One Show金賞、Spikes Asiaグランプリ、ADFESTグランプリ、文化庁メディア芸術祭優秀賞、ACC TOKYO CREATIVITY AWARDS総務大臣賞 / ACCグランプリをはじめ、国内外の250以上のクリエイティブアワードを受賞。またYouTube Works Awards 2022 Force for Good部門の代表審査員を務める。

## 作品
- LIFULL 企業CM「しなきゃ、なんてない。2021年」篇
- LIFULL 企業CM「しなきゃ、なんてない。」
- 地球料理 Earth Cuisine #3: ECOLATE
- 地球料理 Earth Cuisine #2: Bamboo Galette
- 地球料理 Earth Cuisine #2: Bamboo Sweets
- 地球料理 Earth Cuisine #1: Eatree Cake
- 地球料理 Earth Cuisine #1: Eatree Plates
- No Salt Restaurant
- キットカット Kit Mail Hologram
- エイベックス Singing Nature[11]
- ナイキ Nike Shoe Boxxxx[12]
- エバラ食品 おくちの中の遊園地

## 関連記事
- SUSTAINABLE BRANDS: ブランディングの本質に迫る：企業が語るべき、リアルで一貫性のあるストーリー
- HUFFPOST: 企業の大きさ＋知名度＝良い企業 の時代は終わった？ 経営者が知るべき消費者が求める基準とは
- advanced by massmedian: ビジョンとクリエイティブの可能性を信じよう！ 社会課題解決のために世の中の価値観を変える
- はたらくビビビット: デザインでなにかを解決したい。 そんなあなたに知ってほしい！LIFULLデザイナーに聞く。
- MarkeZine vol.49「2020年のマーケティング戦略」
- MarkeZine: LIFULLがCMでブランドパーパスを打ち出す理由 「しなきゃ、なんてない。」に込められた想いとは
- JDN: 「しなきゃ」を飛び越える、デザインの新たな価値−LIFULL DESIGN EVENT「視点のセッション」
- 2019年12月号 ブレーン: ブランド価値を最大化する社内のクリエイティブ組織
- ONESTORY: 社会問題「放置竹林」を、竹スイーツという新たな発想で楽しむ！　10月28日(月)より10日間限定で発売。
- 2019年5月号 宣伝会議: 宣伝担当者が知っておきたいクリエイティブの基本「戦略に基づくブリーフシートが 優れたクリエイティブを生みだす」
- 2018年11月号 ブレーン: クリエイティブ経営のキーパーソンたち「広告から社会実験まであらゆる方法でブランド発信」
- ワールドビジネスサテライト: “食べられる木”に注目！「間伐材を味わうケーキ」とは
- ONESTORY: 持続可能な社会を叶える未来へのひと皿。「間伐材」を味わうレストラン「Eatree Plates」開催。
- ONESTORY: まず伝えたい「木は食べられる」という事実。杉でつくったケーキに乗せた思いとメッセージ。
- シブヤ経済新聞: 花や葉から音楽が流れる　新手の音楽プロモーション手法、南青山で披露